# 8452 Clay
8452 Clay (1978 WB) là một tiểu hành tinh vành đai chính.